# 建築物のエネルギー消費性能の向上等に関する法律
建築物のエネルギー消費性能の向上等に関する法律（けんちくぶつのエネルギーしょうひせいのうのこうじょうとうにかんするほうりつ、平成27年7月8日法律第53号）は、建築物の省エネルギーに関する法律で、エネルギーの使用の合理化及び非化石エネルギーへの転換等に関する法律に対する特別法である。建築物省エネ法とも。
同年7月8日に公布され、規制的措置については2017年（平成29年）4月1日から施行された。

## 目的
社会経済情勢の変化に伴い建築物におけるエネルギーの消費量が著しく増加していることに鑑み、建築物のエネルギー消費性能の向上に関する基本的な方針の策定について定めるとともに、一定規模以上の建築物の建築物エネルギー消費性能基準への適合性を確保するための措置、建築物エネルギー消費性能向上計画の認定その他の措置を講ずることにより、エネルギーの使用の合理化等に関する法律と相まって、建築物のエネルギー消費性能の向上を図り、もって国民経済の健全な発展と国民生活の安定向上に寄与することを目的とする（1条）。

## 内容
一定規模以上の建築物を建築するものは、建築物エネルギー消費性能基準に適合させなければならない。